# مونرو (واشینگتن)
مونرو (به انگلیسی: Monroe) شهری در شهرستان اسنوهومیش ایالت واشنگتن است که در سرشماری سال ۲۰۱۰ میلادی، ۱۷۳۰۴ نفر جمعیت داشته است.